# Gmina Ludlow (Iowa)

Położenie Gminy Ludlow w hrabstwie Allamakee

Gmina Ludlow (ang. Ludlow Township) – gmina w USA, w stanie Iowa, w hrabstwie Allamakee. Według danych z 2000 roku gmina miała 551 mieszkańców.